# Torrieri
I Torrieri erano unità dell'esercito spagnolo (Tercio) e successivamente dell'esercito borbonico poste al comando di una torre a cui veniva affidato il comando militare di un piccolo distaccamento di soldati e l'amministrazione di tutto quanto costitutiva la dotazione della costruzione stessa.

## Storia

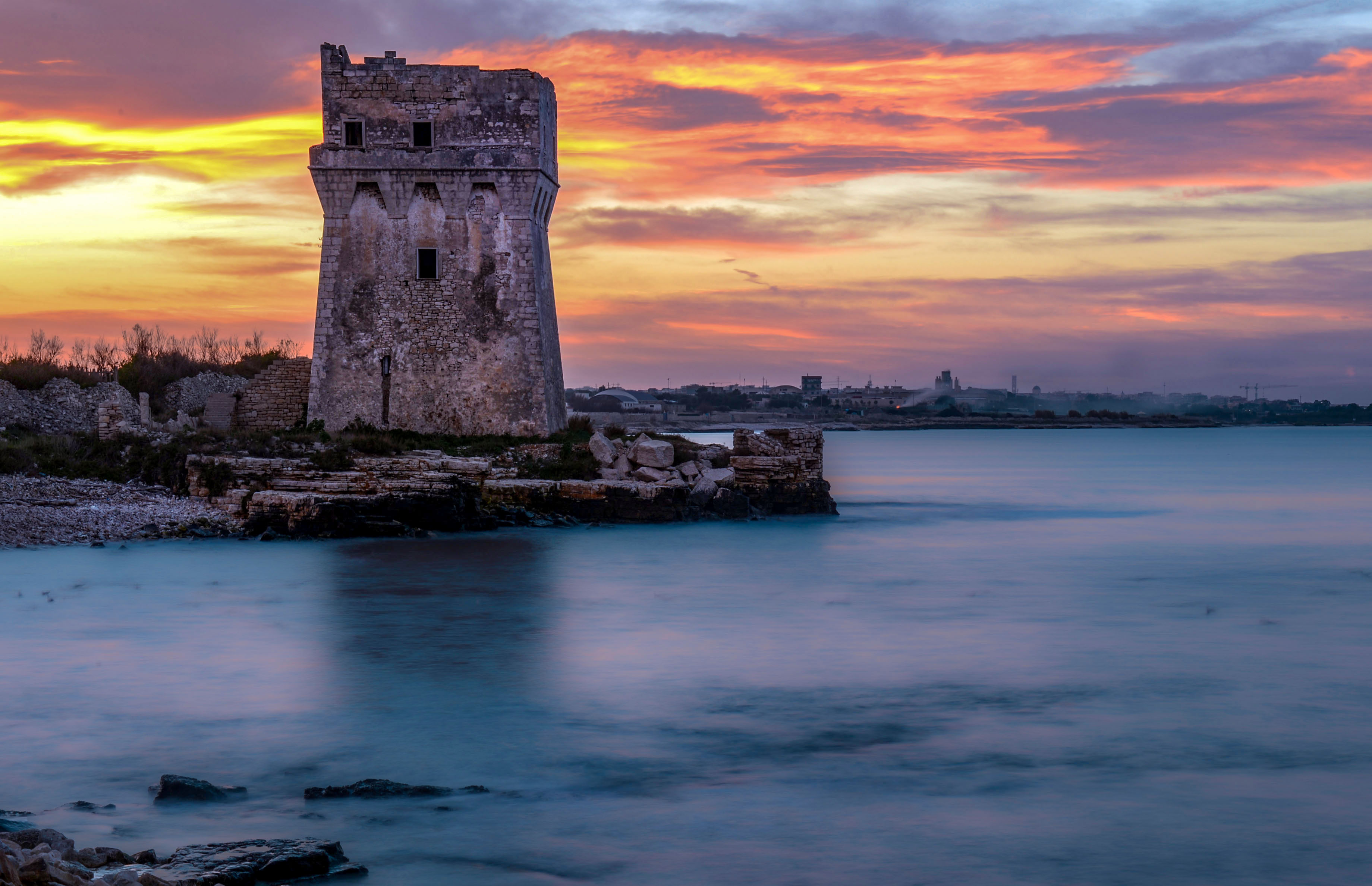
Torre Calderina nei pressi di Molfetta

Nel 1563 il viceré di Napoli Pedro Afan de Ribera emanò precise istruzioni ai governatori provinciali. Nelle disposizioni si prevedeva la costruzione di nuove strutture difensive in modo da formare una catena ininterrotta di torri costiere per tutto il Regno.
Per gli equipaggiamenti necessari, gli stipendi ai torrieri, per la manutenzione e il restauro delle torri rovinate, la Regia Camera impose nel 1570 una nuova imposta di 22 grana.
A partire dalla metà del XVI secolo il torriere, secondo le disposizioni governative del viceré di Napoli, doveva essere un caporale tratto dai ranghi dell'esercito e tassativamente di nazionalità spagnola. Tali disposizioni nella realtà furono disattese a causa dell'insufficienza dell'organico disponibile. 
Si verificò così che le guarnigioni erano in genere composte da soldati spagnoli o di estrazione locale, di mezza età o avanti negli anni, spesso veterani o invalidi, senza famiglia e fortemente bisognosi, che venivano promossi appositamente al grado di caporale.

## Vita dei torrieri
Il servizio di guardia, alquanto leggero in inverno per le condizioni avverse alla navigazione delle galere corsare, si intensificava durante la primavera e l'estate.
Quando un vascello si avvicinava sotto costa i torrieri verificavano la bandiera della nave. Sparavano un colpo di avviso per chiedere all'imbarcazione di accostarsi e farsi riconoscere. Se essa veniva riconosciuta come nemica o non ubbidiva all'intimazione, dalla torre si emettevano subito segnali ben riconoscibili che avvertissero le guarnigioni delle due torri adiacenti dell'imminente pericolo. Queste, a loro volta, trasmettevano il segnale di allarme alle altre fino a che in breve tempo, per un vastissimo tratto di costa, le popolazioni fossero avvertite del pericolo e potessero organizzare operazioni di contrasto.
Sulle terrazze delle torri erano sempre disponibili delle fascine: di legna ben secca per accendere i fuochi nella notte, e di arbusti cosparsi di pece e inumiditi per i segnali di fumo per il giorno.
La vita dei torrieri era molto dura poiché le torri erano per lo più isolate dai pochi centri abitati allora presenti. I contatti con le comunità erano saltuari e più che altro per l'approvvigionamento e per motivi di servizio. Alcuni torrieri erano anche cavallari poiché per le comunicazioni veloci in caso di pericolo montavano a cavallo.

## Organizzazione ed equipaggiamento
A presidiare le torri vi era un capo torriere e tre guardiani. La dotazione militare dei torrieri consisteva in un'arma per la difesa personale, strumenti per le segnalazioni e strumenti ottici per le osservazioni. La difesa veniva messa in atto, grazie alle armi da fuoco in dotazione ovvero: cannoni e archibugi.